# Audience (Havel)
Pour les articles homonymes, voir Audience.
Audience est une pièce de théâtre en un acte de Václav Havel, de 1975.

## Synopsis
Ferdinand est affecté à la brasserie de Sladek comme manœuvre. Il s'agit pour l'intellectuel Ferdinand de faire « un stage de remise à niveau idéologique ».

## Commentaires
Dans cette pièce comme dans celle qui la suit, Vernissage, Václav Havel montre un reflet de la société répressive qu'était alors la Tchécoslovaquie et le quotidien des intellectuels dissidents.